# Oliver a James Phelpsovi

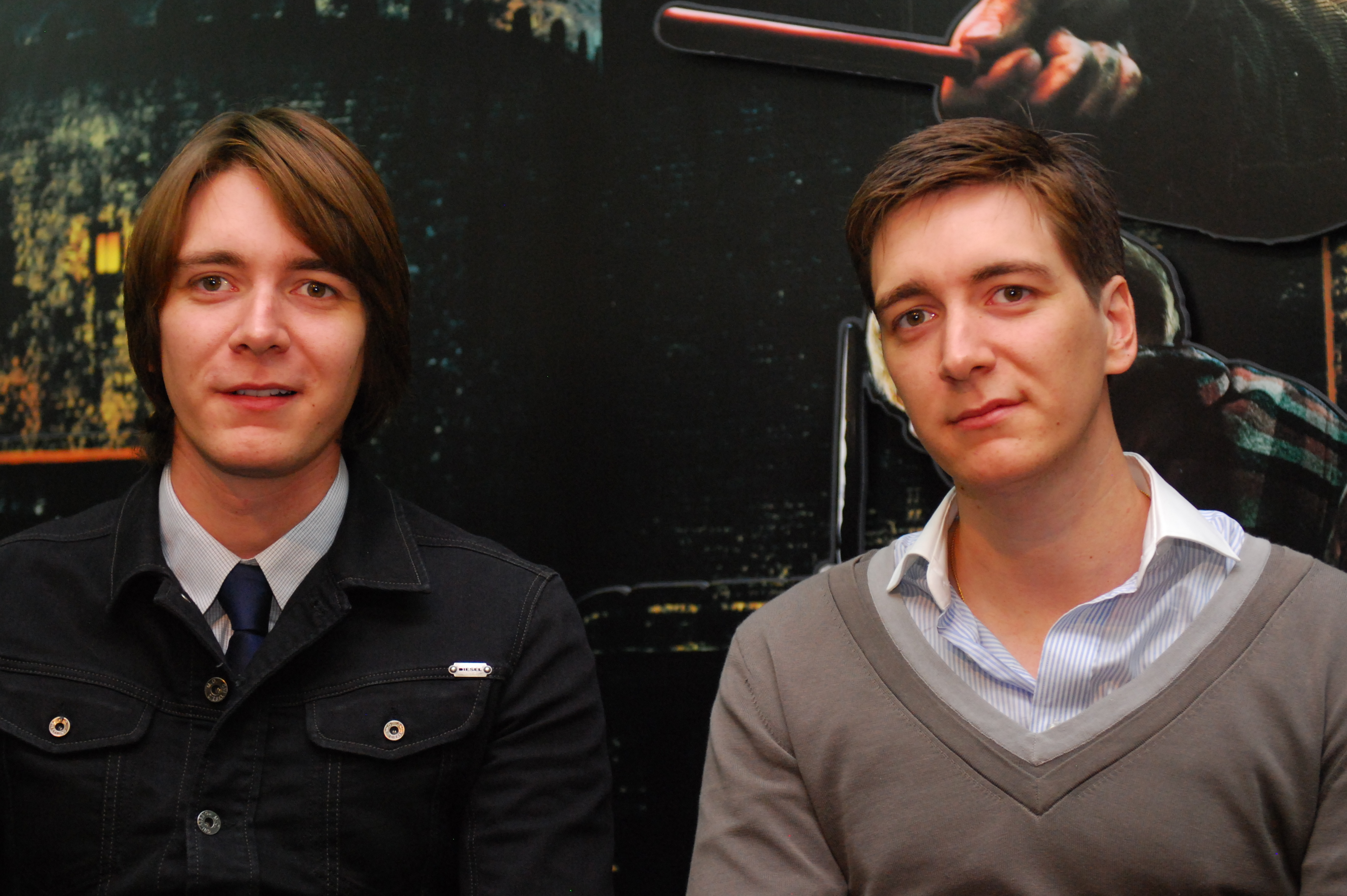
Sourozenci v roce 2011

Oliver Martyn John Phelps a James Andrew Eric Phelps (25. února 1986, Birmingham, Spojené království) jsou Britští herci, kteří prosluli svými rolemi Freda a George Weasleyových v sérii filmů Harry Potter.

## Dětství
Narodili se v Birminghamu rodičům Susan a Martynovi Phelpsovým. Jsou naprosto identická dvojčata. Oliver je o 13 minut starší. Chodili do Little Sutton Primary School a později do Arthur Terry Secondary School. Oliverův oblíbený předmět je zeměpis, Jamesův drama.

### Vztah mezi bratry
Když jsme točili scénu, kde umřel Fred, bylo to pro mě nesnesitelné. Jsem rád, že jsme to nepřetáčeli hodněkrát.
Oliver Phelps, Úryvek rozhovoru po natáčení filmu Harry Potter a Relikvie smrti – část 2

### Zajímavosti
Oliverův oblíbený díl Harryho Pottera je Harry Potter a Ohnivý pohár, Jamesův oblíbený díl je Harry Potter a vězeň z Azkabanu
Oba dva jsou v současné době ženatí.

## Kariéra
V roce 2000, ve svých 14 letech dostali příležitost hrát dvojčata Freda a George Weasleyovi v prvním díle série Harry Potter a Kámen mudrců. Byli oblíbení pro své vtipné hlášky i pro svou výjimečnost. Při natáčení Harryho Pottera se skamarádili s Rupertem Grintem a Tomem Feltonem.
Zahráli si i v jednom díle seriálu Peter Kingdom, konkrétně v 5. epizodě 3.série.[zdroj?]
V roce 2013 má Oliver hrát ve filmu The Latin Quoter, James ve filmu Ward 3.[zdroj?]
Od roku 2012 žijí oba v Santa Monice v Kalifornii, v naději lepšího prosazení v Hollywoodu. Oba dva mají rádi golf a fotbal. Oliver fandí týmu Aston Villa FC a James Birmingham City FC.[zdroj?]

### Filmografie
| Film                                   | Oliverova role | Jamesova role |
| -------------------------------------- | -------------- | ------------- |
| Harry Potter a Kámen mudrců            | George Weasley | Fred Weasley  |
| Harry Potter a Tajemná komnata         | George Weasley | Fred Weasley  |
| Harry Potter a vězeň z Azkabanu        | George Weasley | Fred Weasley  |
| Harry Potter a Ohnivý pohár            | George Weasley | Fred Weasley  |
| Harry Potter a Fénixův řád             | George Weasley | Fred Weasley  |
| Harry Potter a Princ dvojí krve        | George Weasley | Fred Weasley  |
| Harry Potter a Relikvie smrti – část 1 | George Weasley | Fred Weasley  |
| Harry Potter a Relikvie smrti – část 2 | George Weasley | Fred Weasley  |
| The Latin quarter                      | Alfred Pardoch |               |
| Ward 3                                 |                |               |